# تلفن (ترانه)
تلفن آهنگی از خوانندهٔ آمریکایی لیدی گاگا از آلبوم دومش هیولای شهرت، به همراه خواننده آمریکایی سبک آر اند بی، بیانسه است. لیدی گاگا در اصل "تلفن" را برای بریتنی اسپیرز نوشت، ولی قرارداد آنها منتفی شد و گاگا، به همراه بیانسه به عنوان خوانندهٔ همراه، این آهنگ را خودش ضبط کرد.
این آهنگ پرفروش ترین همکاری دو خواننده زن در تاریخ موسیقی است.

## داستان ویدئوی آهنگ
در ویدئوی این ترانه، لیدی گاگا به زندان می‌افتد و میان زنان بزهکاری اوقات خود را سپری میکند. اما طولی نمی‌کشد که توسط بیانسه با وثیقه آزاد میگردد. سپس هر دو سوار بر یک وانت زرد رنگ به مسافرتی عاشقانه میروند.
اتومبیل زرد رنگ در این ویدئو، وانت فرج (ترجمه Pussy wagon) نام دارد، و متعلق به کونتین تارانتینو است که در فیلم بیل را بکش نیز دیده میشود.

## محبوبیت
آهنگ تلفن برای ۱۲۲ هفته در ۱۰ نمودار مختلف ذکر شده است. اولین نمایش آن در هفته ۴۸/۲۰۰۹ در ۵۰ بهترین تک‌آهنگ‌های ایرلند بود و آخرین ظهور آن در هفته ۱۱/۲۰۱۰ در ۱۰۰ بهترین تک‌آهنگ‌های کانادا، ۵۰ بهترین تک‌آهنگ‌های استرالیا، ۱۰۰ بهترین تک‌آهنگ‌های آمریکا، ۷۵ بهترین تک‌آهنگ‌های بریتانیا، ۴۰ بهترین تک‌آهنگ‌های دنیا، و ۴۰ بهترین تک‌آهنگ‌های هلندی بود. این آهنگ در اوج خود به مدت ۱ هفته شماره ۲ در بهترین تک‌آهنگ‌های US Airplay بود.